# 타알
타알(Taal)은 인도에서 제작된 수바시 가이 감독의 1999년 뮤지컬, 멜로/로맨스 영화이다. 아닐 카푸르 등이 주연으로 출연하였고 수바시 가이 등이 제작에 참여하였다.

## 출연

### 주연
- 아닐 카푸르
- 악샤예 칸나

### 조연
- 아이쉬와라 라이
- 아록 나스
- 암리쉬 푸리
- 서시마 세스
- 미타 바시슈트
- 사우라브 슈클라
- 타냐 무케르지
- 수프리야 카르닉
- 프리드비 주트시
- 마노 파화
- 미디레시 샤투르베디
- 푸닛 바쉬스트
- 아카시 카나타키
- 카말 아딥
- 슈리찬드 마키자
- 샤누 데이
- 우샤 바차니
- 숀 바이필드
- 바비 다링
- 샤히드 카푸르
- 수바시 가이

## 제작진
- 각색: 수바시 가이
- 각색: 자베드 시디퀴